# Торбоноша (фольклор)

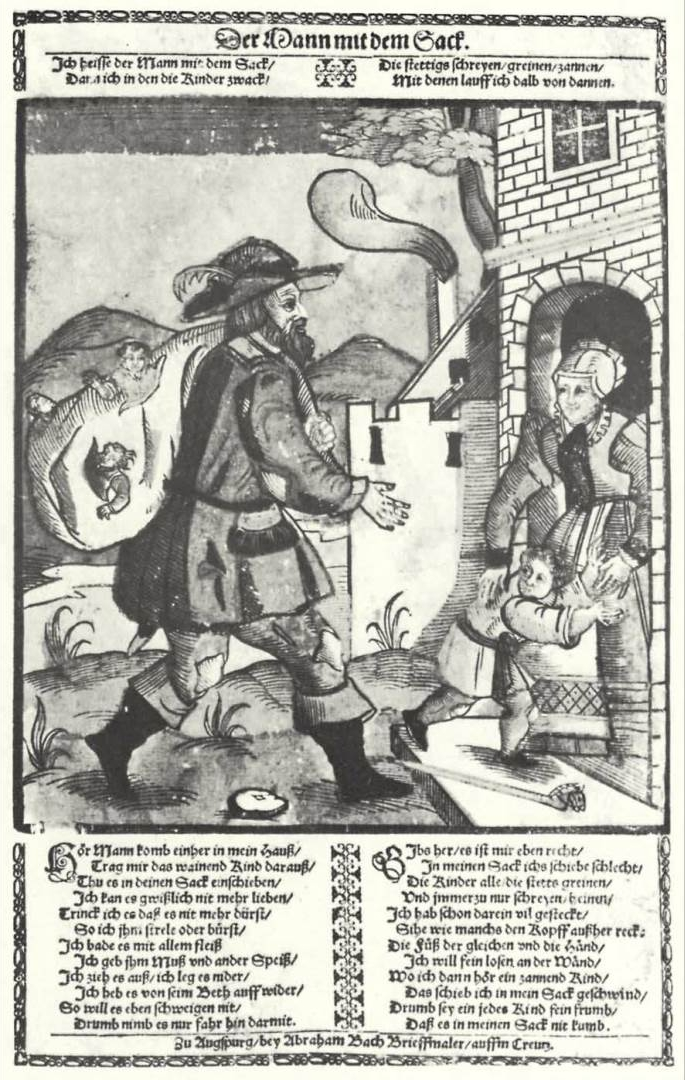
Людина з сумкою.

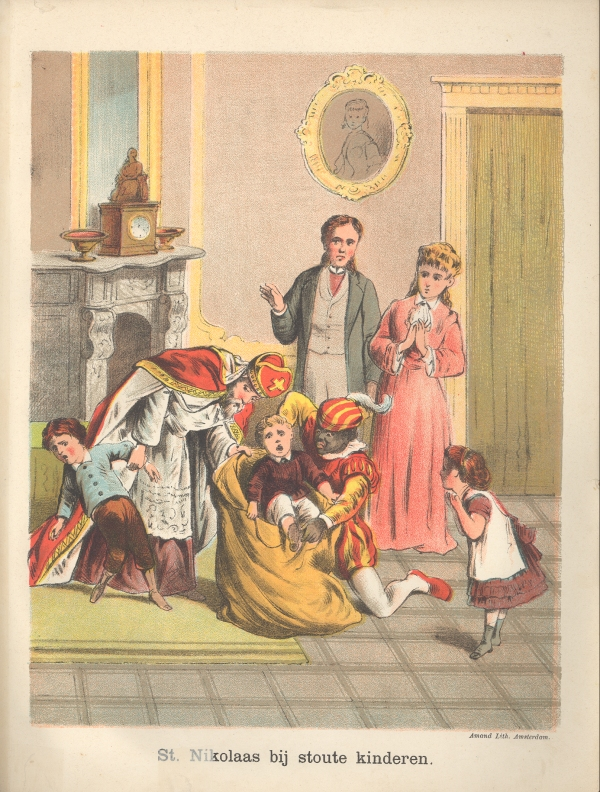
Сінтерклаас і Чорний Піт з неслухняними дітьми, 1885 рік

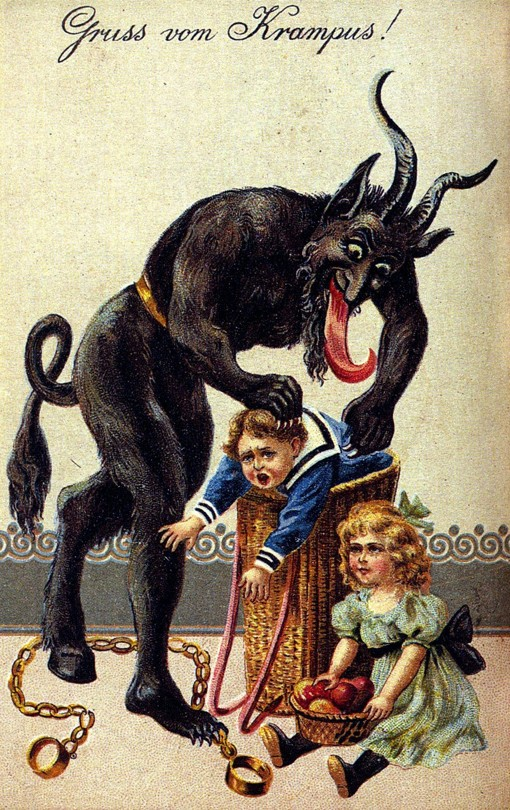
Привіт від Kрампуса, бл. 1900 рік

Торбоноша (також людина з мішком) — фольклорний персонаж, поширений у традиціях багатьох народів світу. Його зазвичай зображують як дорослого (часто літнього) чоловіка з мішком за плечима, який викрадає або забирає неслухняних дітей. Такий образ використовується як елемент виховного впливу або як засіб залякування дітей для дотримання ними соціальних норм.
Подібні фігури зустрічаються в Європі, Азії, Латинській Америці, а також у деяких африканських країнах. Вони відомі під різними іменами: el hombre del saco (Іспанія), o homem do saco (Португалія, Бразилія), zsákos ember (Угорщина), бабай (Україна, Росія), torbalan (Болгарія), Krampus (Альпійський регіон), Goni Billa (Шрі-Ланка) та іншими.

## Регіональні традиції
Варіанти цієї фігури з'являються по всьому світу, зокрема в країнах Латинської Америки, таких як Іспанія, Португалія, Італія (де він відомий як vecchio col sacco («старий з мішком»), а також у країнах Латинської Америки, де він згадується як el «Hombre del costal», el hombre del saco, або португальською мовою o homem do saco (усі вони означають «людина з мішком»), і Східної Європи. Подібні легенди зустрічаються на Гаїті та в деяких країнах Азії.

### Іберія та Латинська Америка
В Іспанії el hombre del saco зазвичай зображується як підлий і неймовірно потворний і худий старий, який їсть поганих дітей, яких збирає. Цей термін породив Злочин Ґадора, оскільки викрадачі використовували мішок для крадіжки та перенесення дітей. У Бразилії o homem do saco зображується як високий і імпозантний дорослий чоловік, як правило, у вигляді бродяги, який носить мішок на спині та збирає підлих неслухняних дітей для мерзенних цілей. У Чилі, Аргентині та особливо в південній та австралійській зонах відомий переважно як «El Viejo del Saco» («Старий із сумкою»), який щодня гуляє околицями навколо вечері. Цей персонаж не вважається і не сприймається дітьми як міфічна чи фантастична істота. Натомість його визнають божевільним убивцею, якого якимось чином сприйняло суспільство, яке дозволяє йому забрати дитину, добровільно віддану йому розчарованими батьками, або будь-яку дитину, яка не вдома до заходу сонця чи вечері. У Гондурасі та Мексиці погано поводяться діти бояться «El Roba Chicos», або викрадача дітей, що дуже схоже на «Hombre del Saco». 

### Східна Європа і Кавказ
У Вірменії та Грузії дітям погрожує «людина з мішком», який носить сумку та викрадає тих, хто погано поводиться. В Угорщині місцеве страшило, mumus, відоме як zsákos ember, буквально «людина з мішком». У Польщі дітей лякають бебок, бабок або бобок, або якого також зображують у вигляді людини з мішком. У Чехії та Словаччині відома подібна істота: bubák. Це істота без типової форми, пов'язана з темрявою або страшними місцями, що змушує дітей боятися, але зазвичай не забирає їх. Натомість для цього використовується символ чорт, диявола («Не будь неслухняним, інакше чорт забере тебе!»). У Росії, Україні та Білорусі бука («бука»), бабай або «Баба-Яга» («бабайка») використовуються, щоб утримати дітей у ліжку або завадити їм погано поводитися. «Бабай» татарською означає «старий». Дітям кажуть, що «Бабай» — це старий із мішком або монстр, який зазвичай ховається під ліжком, і що він забере їх, якщо вони погано поводитимуться (хоча іноді його зображують невизначеним). 

### Азія
У Північній Індії дітям іноді погрожують Борі-Бабою або «мішком-батьком», який несе мішок, у який кладе спійманих ним дітей.  Схожа істота, «Абу і Кіс» (ابو كيس), буквально «Людина з сумкою», з'являється в Лівані.  У Туреччині, Харкіт (тур. Harkıt означає «людина з мішком» (також званий Öcü, Böcü або Torbalı) зображується як чоловік із мішком на спині, який несе неслухняних дітей, щоб поїсти або продати їх.
У Кореї, mangtae yeonggam (망태 영감) старий (yeonggam), який несе сітчастий мішок (mangtae), щоб покласти туди своїх викрадених дітей, отже, «Старий із мішком». У деяких регіонах mangtae yeonggam замінюється на mangtae halmeom (망태 할멈), стара жінка з сітчастим мішком. У В'єтнамі дітям, які погано поводяться, кажуть, що ông ba bị (на Півночі; буквально містер-три мішки) або ông kẹ (на півдні) прийде вночі і забере їх.
На Шрі-Ланці серед сингальців старійшини лякають поганих дітей Гоні Біллою (приблизно перекладається як «викрадач мішка»), страшним чоловіком із мішком, який приходить удень чи вночі, щоб захопити й утримати дітей.

### Африка
У фольклорі Західного Кейпу в Південній Африці Антджі Сомерс — жупел, який ловить неслухняних дітей у сумку, перекинуту через плече. Хоча це жіноче ім'я, Антджі Сомерс традиційно є чоловічою фігурою (часто втік раб, який утік від переслідувань через переодягання).

## Зв'язок з Різдвом
Декілька країн порівнюють свою версію чоловіка-мішка з доброякісним носієм мішка Батьком різдва. У Нідерландах і Фландрії Чорний Піт — слуга Сінтерклааса, який 5 грудня розносить мішки з подарунками та везе неслухняних дітей назад до Іспанії в уже порожніх мішках. У деяких історіях самих Чорних Пітів викрали в дитинстві, і викрадені діти складають наступне покоління Чорних Пітів. У Швейцарії відповідна фігура відома як Шмуцлі (походить від Butzli) німецькою або Пер Фуеттар французькою. Подібна фігура, Крампус, з'являється у фольклорі альпійських країн, іноді зображується з мішком або балією, щоб нести дітей. У Болгарії дітям іноді розповідають, що темна страшна людина, схожа на чудовисько, називається Торбалан (болг. Торбалан, що походить від «торба», тому його ім'я означає «Людина з мішком») прийде і викраде їх зі своїм великим мішком, якщо вони поводитимуться погано. Його можна розглядати як антипод різдвяної фігури Санта-Клауса (болг. Дядо Коледа; що відповідає Батьку Різдва). На Гаїті тонтон макуте (гаїт. креол. Uncle Gunnysack) — велетень і двійник Батька Різва, відомий тим, що викрадає поганих дітей, кладучи їх у свою торбу. Під час диктатури Папи Дока Дювальє певним гаїтянським таємним поліцейським дали ім'я Тонтон-Макути, тому що вони також змушували людей зникати.
|                       |
| Крампус забирає дітей |

|             |
| Сінтерклаас |